# Tên miền đầy đủ

Hệ thống phân cấp của các nhãn trong một tên miền đủ điều kiện.

Tên miền đầy đủ (còn được gọi là tên miền tuyệt đối), là tên miền chỉ định vị trí chính xác của nó trong phân cấp dạng cây của Hệ thống phân giải tên miền. Tên miền đầy đủ chỉ định tất cả các cấp miền, bao gồm cả miền cấp cao nhất và vùng gốc. Tên miền đầy đủ được phân biệt nhờ vào sự thiếu mơ hồ về vị trí vùng DNS trong phân cấp nhãn DNS: nó chỉ có thể được hiểu theo một cách.
Tên miền trong DNS được đọc từ phải sang trái, do đó chúng ta cần biết chúng bắt đầu từ đâu để tìm vị trí chính xác của máy chủ sử dụng tên miền. Sử dụng thông tin này, chúng ta có thể thấy cách các yêu cầu/tra cứu DNS được xử lý như sau:
1. Vùng gốc, nằm ở trên cùng của hệ thống phân cấp, được biểu diễn đơn giản bằng một dấu chấm, vì nó không được đặt tên và do đó không có nhãn. DNS điển hình sẽ sử dụng vùng gốc lâu đời được điều phối bởi IANA (một bộ phận của ICANN).
2. Dưới vùng gốc là Miền cấp cao nhất (TLD) .
3. Dưới đây là Miền cấp hai (SLD), là miền phụ của miền cấp cao nhất ở trên nó.
4. Dưới đây có thể là Miền cấp ba, một miền phụ khác của miền cấp hai ở trên nó.

Mỗi miền phụ là miền con của mọi miền cao hơn nó (tức miền gốc) và được tách ra bằng dấu chấm, với điểm cuối đại diện cho vùng gốc. Do thiếu nhãn/tên cho vùng này, điểm cuối thường không được đại diện trong nhiều phần mềm như trình duyệt web, dẫn đến hệ thống phân cấp DNS kết thúc bằng tên miền cấp cao nhất không có điểm cuối. Tuy nhiên, đây chỉ là một tên miền đầy đủ một phần (PQDN), vì chúng ta có thể giả định rằng chúng ta muốn sử dụng cùng một vùng gốc, đã được thỏa thuận, để tương tác với tên miền mà chúng ta muốn (mặc dù có các vùng gốc thay thế).
Trường hợp một tên miền đầy đủ quan trọng, chẳng hạn như trong các bản ghi máy chủ/tệp vùng DNS, ký tự dấu chấm là bắt buộc để tạo thành tên miền đầy đủ.

## Cú pháp
Tên miền đầy đủ bao gồm danh sách các nhãn miền đại diện cho hệ thống phân cấp từ cấp thấp nhất trong DNS đến vùng gốc. Các nhãn của tên miền được nối với nhau bằng cách sử dụng dấu chấm làm dấu phân cách giữa các nhãn. Độ dài của mỗi nhãn phải từ 1 đến 63 octet và tên miền đầy đủ được giới hạn ở 255 octet, bao gồm cả các điểm cuối đầy đủ.
DNS gốc không được đặt tên và được biểu thị bằng nhãn trống được kết thúc bằng dấu chấm. Điều này được chú ý nhất trong các tệp vùng DNS, trong đó một tên miền đầy đủ phải được đánh dấu bằng dấu chấm. Ví dụ: somehost.example.com. xác định một tên miền tuyệt đối được kết thúc bằng nhãn miền cấp cao nhất trống.

### Ví dụ
Một máy chủ có tên là somehost trong miền gốc example.com sẽ có tên miền đầy đủ là somehost.example.com.. Tên miền đầy đủ giúp phân biệt tên máy chủ này với bất kỳ tên máy chủ nào khác được gọi là somehost trong các miền khác.

## Cách xử lý
Có nhiều DNS xử lý tên miền đã chứa dấu chấm ở bất kỳ vị trí nào là đầy đủ hoặc thêm dấu chấm cuối cùng cần thiết cho điểm gốc của cây DNS. DNS xử lý một tên miền không chứa bất kỳ dấu chấm nào là không đầy đủ và tự động thêm tên miền mặc định của hệ thống và dấu chấm. Những gói DNS không có bất kỳ dấu chấm nào sẽ sử dụng độ dài của miền làm dấu phân cách và kết thúc bằng 0x00.
Một số chương trình, chẳng hạn như trình duyệt web luôn cố gắng xử lí tên miền của bộ định vị tài nguyên thống nhất (URL) khi DNS không thể tìm thấy miền được chỉ định hoặc nếu tên miền rõ ràng không đầy đủ bằng cách thêm các miền cấp cao nhất được sử dụng thường xuyên và kiểm tra kết quả. Tuy nhiên, một số chương trình không bao giờ sử dụng dấu chấm để biểu thị tính tuyệt đối, vì các giao thức cơ bản yêu cầu sử dụng tên miền đầy đủ, chẳng hạn như Giao thức truyền thư đơn giản (SMTP).

## Tên miền đầy đủ một phần
Tên miền đầy đủ một phần không bao gồm tất cả các nhãn cho DNS gốc. Những tên miền như vậy còn được gọi là tên miền tương đối. Tên miền tương đối thường là tên máy chủ đơn giản, tức là nhãn ngoài cùng bên trái của một tên đầy đủ.